# Careproctus aciculipunctatus
Careproctus aciculipunctatus är en fiskart som beskrevs av Anatoly Petrovich Andriashev och Chernova, 1997. Careproctus aciculipunctatus ingår i släktet Careproctus och familjen Liparidae. Inga underarter finns listade.